# Orchester Holger Mück
Das Orchester Holger Mück ist ein böhmisches-Egerländer Blasorchester.

## Geschichte
Holger Mück gründete das Orchester im Jahr 2004. Es bestand im Ursprung aus Musikerinnen und Musikern aus Nordbayern und Südthüringen, die Egerländer und böhmische Blasmusik pflegen und mit neuen bzw. speziell auf das Orchester zugeschnittenen Kompositionen und Arrangements erweitern. Moderne Arrangements, solistische Beiträge sowie Musicalmelodien sind ebenso im Repertoire. Neben den Instrumentalisten gehört ein professionelles Gesangsduo /-trio zum Ensemble.
Die bisher erfolgreichste Komposition ist die „Finkensteiner-Polka“ aus der Feder von Holger Mück.
Durch die Zusammenarbeit mit dem KLARUS-Musikverlag sowie dem Alpen-Sound Musikverlag sind die auf CD eingespielten Blasmusiktitel auch als Originalarrangement vom Orchester Holger Mück erhältlich. Seit 2022 werden die Originalnoten von Holger Mück und seiner Egerländer Blasmusik zudem vom Musikverlag Tyrolis präsentiert und sind im gleichnamigen Musikverlag erhältlich.
2024 stifte Holger Mück anlässlich des 20-jährigen Orchester-Jubiläums und dem zehnjährigen Jubiläum der „Finkensteiner Polka“ ein neues Gipfelkreuz für den Finkenstein, ein idyllisch mitten in der Natur bei Schauberg / Oberfranken zwischen Franken- und Thüringerwald liegende Erhebung auf dem sogenannten „Grünen Band“, welches früher Deutschland teilte und nun seit der Wiedervereinigung Franken und Thüringen miteinander verbindet.

## Diskografie
- Album Von ganzem Herzen Blasmusik  (2007; Susaton)[5]
- Album Egerländer Musikantenfest (2009; Susaton)[6]
- Album Unvergänglich Böhmisch (2012; Tonstudio Allgäu)
- Album Egerländer Blasmusik aus Leidenschaft – Das Beste (2014 MCP)
- Album Wir sind Egerländer Musikanten (2015)[7]
- Album Orchester Holger Mück – Die großen Erfolge (2018 MCP)
- Album Egerländer Blut (2018)[8]
- Album Egerländer Sterne (2023, Tyrolis)
- Album Fränkisch mit Herz (2023)[9]
- Single Im Steinwald (2024)[10]

## Auszeichnungen
- 2016: Ehrennadel für besondere Verdienste und langjährige Treue des Egerländer Gmoi[11]
- 2024: Ehrenmedaille der Gemeinde Steinbach am Wald für besondere Verdienste für Gründer und Leiter Holger Mück[12]